# (72617) 2001 FY21
(72617) 2001 FY21 – planetoida z pasa głównego asteroid okrążająca Słońce w ciągu 5,39 lat w średniej odległości 3,07 j.a. Odkryta 21 marca 2001 roku.